# Thure Götharson
Thure Gustaf Götharson, född 7 juli 1893 i Harplinge församling, Hallands län, död 1961, var en svensk skolledare.
Götharson avlade studentexamen 1913 samt blev filosofie kandidat 1916 och filosofie magister 1918. Han blev läroverksadjunkt i Boden 1929, i Östersund 1931, i Uppsala 1944 och var rektor vid Karlskoga samrealskola och kommunala gymnasium från 1943. Han tillhörde stadsfullmäktige i Östersunds stad 1935–1943 och var ledamot av hembygdsföreningen Heimbygdas styrelse 1937–1943.
Götharson skrev boken Vägen genom skolan till examen: handledning för målsmän till lärjungar i allmänna läroverk, kommunala och praktiska mellanskolor, kommunala flickskolor samt högre folkskolor (1950).